# Heinrich-Zille-Straße 1, Käthe-Kollwitz-Straße 1–14 (Bernburg)

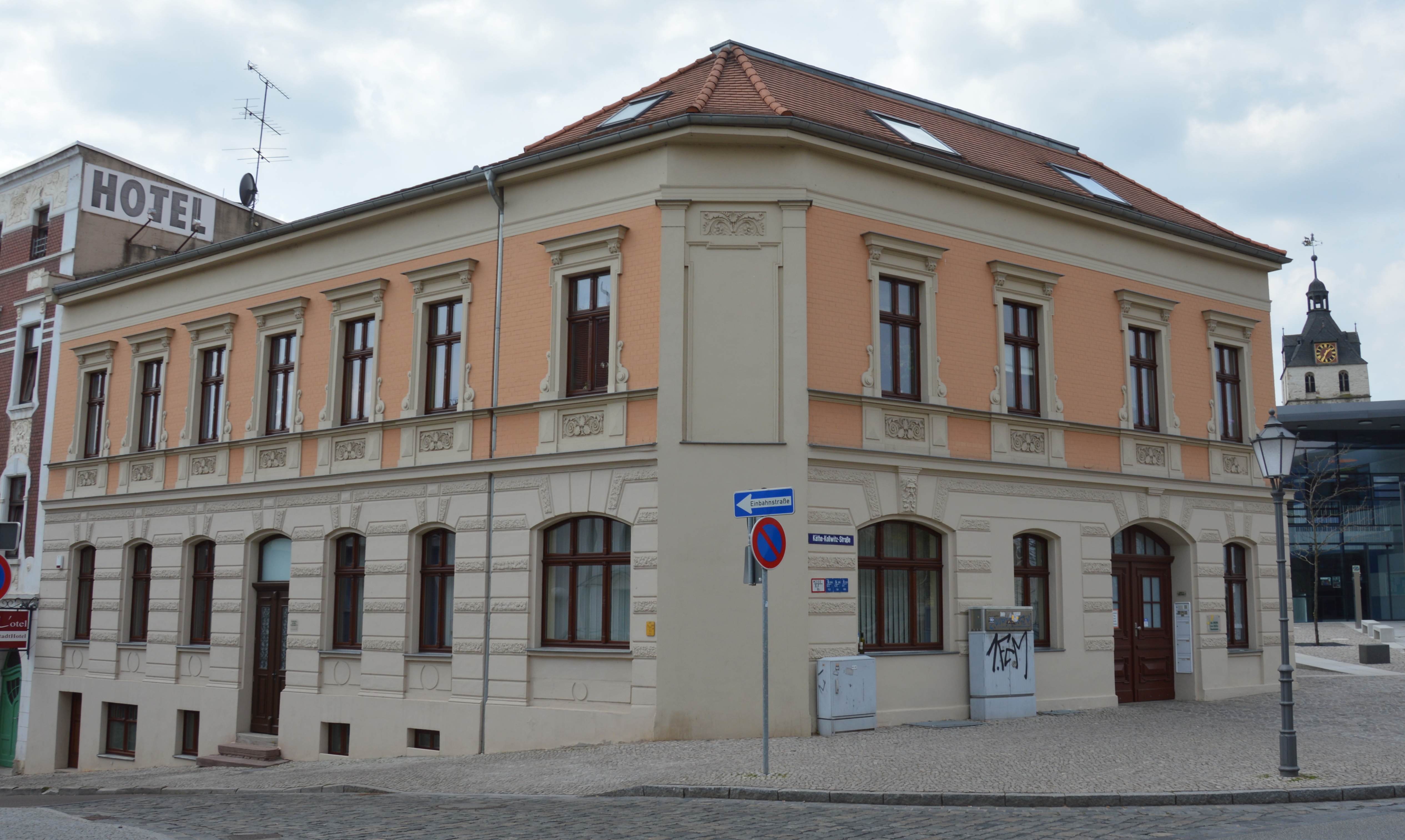
Haus Heinrich-Zille-Straße 1, Blick von Südosten

Heinrich-Zille-Straße 1, Käthe-Kollwitz-Straße 1–14  ist die im örtlichen Denkmalverzeichnis genutzte Bezeichnung für einen denkmalgeschützten Straßenzug in der Stadt Bernburg (Saale) in Sachsen-Anhalt.

## Lage
Der Denkmalbereich befindet sich östlich des Schlosses Bernburg im Gebiet der Stadterweiterung in der Bergstadt und nimmt die Käthe-Kollwitz-Straße sowie das Eckhaus zur am Südende einmündenden Heinrich-Zille-Straße ein. Zum Denkmalbereich gehört auch das als Einzeldenkmal ausgewiesene Haus Käthe-Kollwitz-Straße 7. Der Gasthof Bernburger Hof an der Adresse Käthe-Kollwitz-Straße 12, 14 wurde in der Vergangenheit ebenfalls als Einzeldenkmal geführt.

## Architektur und Geschichte
Die Bebauung entstand in der Mitte des 19. Jahrhunderts und verband das Gebiet des bereits um das Jahr 1800 aufgegebenen Prinzengarten im Bereich der heutigen Heinrich-Zille-Straße mit der Schlossstraße. Auf der Westseite der Straßenzeile befindet sich eine geschlossene Bebauung mit zweigeschossigen verputzten Gebäuden, die traufständig zur Straße ausgerichtet sind. Die Dächer sind als Satteldächer ausgeführt. Auf der Ostseite ist das ehemalige Offizierskasino Käthe-Kollwitz-Straße 7 besonders markant.
Die Pflasterung der Straße ist mit Schlackesteinen und Natursteinen ausgeführt. Auf den Gehwegen sind Mosaikpflaster verlegt.
Im örtlichen Denkmalverzeichnis ist der Straßenzug unter der Erfassungsnummer 094 60652 als Denkmalbereich verzeichnet.